# Mont Cenis (trein)
De Mont Cenis was een internationale trein voor de verbinding Lyon - Milaan tussen 1957 en 2003. Die is genoemd naar de Mont Cenis, de berg waar de Fréjustunnel, tussen Modane en Bardonecchia, doorheen loopt.

## Trans Europ Express
De Mont Cenis was een van de treinen waarmee het TEE-net in 1957 van start ging. Frankrijk en Italië gebruikten destijds eigen treinnummers zodat de trein van Lyon naar Milaan (oostwaarts) in Frankrijk reed als TEE 631 en Italië als TEE 467. Van Milaan naar Lyon (westwaarts) werd in Italië gerden als TEE 462 en in Frankrijk als TEE 632. In 1967 werd een gelijk nummer voor het hele traject ingevoerd. Vanaf 28 mei 1967 werd oostwaarts als TEE 23 en westwaarts als TEE 24 gereden. Op 23 mei 1971 werd de Europese treinnummering ingevoerd en kreeg de Mont Cenis oostwaarts nummer TEE 15 en westwaarts TEE 14.

### Rollend materieel
In 1957 bestond het TEE-net uit een noordelijk en zuidelijk deel. Het zuidelijke deel had Milaan als middelpunt. Als enige trein op het zuidelijke deel werd de Mont Cenis verzorgd door RGP 825 treinstellen van de SNCF. Op 29 mei 1960 werden deze vervangen door ALn 442-448 treinstellen van FS, zodat toen alle treinen van het zuidelijke deel door de FS verzorgd werden.

### Route en dienstregeling
De route van de TEE Mont Cenis is één keer gewijzigd met de toevoeging van een stop in Torino PS op 31 mei 1959. De dienstregeling in het laatste jaar als TEE zag er als volgt uit (let op dat het destijds in Italië een uur later was dan in Frankrijk, de rit door de Fréjustunnel duurt ongeveer 20 minuten).
| TEE 15 | land      | station              | km  | TEE 14 |
| ------ | --------- | -------------------- | --- | ------ |
| 18:00  | Frankrijk | Lyon Perrache        | 0   | 11:35  |
| 19:13  | Frankrijk | Chambéry             | 107 | 10:23  |
| 19:23  | Frankrijk | Montméllan           | 121 | **:**  |
| 19:57  | Frankrijk | St Jean de Maurienne | 178 | 09:43  |
| 20:28  | Frankrijk | Modane               | 206 | 09:13  |
| 21:48  | Italië    | Bardonecchia         | 226 | 09:54  |
| 21:57  | Italië    | Oulx C.C.S.          | 237 | 09:40  |
| 22:47  | Italië    | Torino PN            | 362 | 08:37  |
| 22:57  | Italië    | Torino PS            | 368 | 08:29  |
| 00:25  | Italië    | Milano Centrale      | 465 | 07:00  |

## SNCF
Op 30 september 1972 zijn de ALn 442-448 treinstellen uit de TEE-dienst genomen. De Mont Cenis is toen voortgezet als 1e klas Rapide met RGP-treinstellen. Op 28 mei 1978 is de trein overgeschakeld op getrokken rijtuigen, bestaande uit 2e klas Corailrijtuigen van de SNCF en 1e klas VSE rijtuigen van de FS. Op 1 juni 1980 is de Mont Cenis als internationale InterCity gekwalificeerd en reed met de nummers IC 214,215. Toen het EuroCity net op 31 mei 1987 van start ging voldeed de Mont Cenis niet aan de criteria en pas in 1996 mocht de trein rijden als EuroCity.

## EuroCity
Op 29 september 1996 werd de Mont Cenis in het EuroCity net opgenomen voor de verbinding Lyon - Milaan. Over het hele traject kreeg de Mont Cenis gezelschap van de, als EuroCity rijdende TGV's EC Alexandre Dumas en EC Manzoni, die ook op die dag van start gingen. Op het bergtraject kwamen daar nog de EC Fréjus en de EC Monginevro bij die tussen Lyon en Turijn reden.

### Rollend materieel
De dienst werd gestart met ETR 460 treinstellen van de FS. Door de kantelbak zou de trein het bergtraject een half uur sneller dan de Intercity of TGV kunnen afleggen. In de praktijk bleek de beschikbaarheid van de treinstellen, door voortdurende technische problemen, tegen te vallen zodat na de winter van 1997/1998 een van de drie Italiaanse treinen tijdelijk werd geschrapt. In mei 2000 kwam, op Frans aandringen, het besluit om de ETR 460 op deze route uit dienst te nemen. Op 15 december 2002 volgde de omzetting naar getrokken materieel met een wisseling van lokomotief in Modane. Op 14 december 2003 reed de EC Mont Cenis voor het laatst, de dienst werd vanaf 15 december 2003 voortgezet door de EC Caravaggio die wel het hele traject Parijs - Milaan aflegt.